# Genetyllis caeca
Genetyllis caeca är en ringmaskart som beskrevs av Averincev 1972. Genetyllis caeca ingår i släktet Genetyllis och familjen Phyllodocidae. Inga underarter finns listade i Catalogue of Life.